# Panchito
Panchito Pistoles (nome completo: Panchito Romero Miguel Junipero Francisco Quintero Gonzales) é um personagem criado pelos estúdios Disney que estreou no filme "Você Já Foi à Bahia?" (The Three Caballeros) em 1945.
É um galo vermelho mexicano que, no filme, apresentava o México em um serapé voador para o Zé Carioca e o Pato Donald.
Panchito foi o único dos Três Caballeros que nunca apareceu em Saludos Amigos, pois ainda não existia quando o filme de 1942 foi lançado.

## Descrição
Panchito é amigo do Pato Donald Duck e Zé Carioca. Nos quadrinhos, ele mora no México e cavalga em um cavalo chamado Señor Martinez. Ele teve algumas aparições em House of Mouse da Disney e em Minnie Bow-Toons como um Mestre de Cerimônias para um Fiesta mexicana. Sua primeira aparição em quadrinhos foi uma história auto-intitulada de 1943 em que ele conheceu e se apaixonou por Clara de Ovos. Alguns meses antes, ele apareceu em uma reportagem intitulada "La Piñata".

O nome completo do Panchito é Panchito Romero Miguel Junipero Francisco Quintero González. Panchito ou Pancho, assim como Paco ou Paquito, são apelidos para Francisco, que também é seu quinto nome. O nome extraordinariamente grande está tirando sarro do fato de que, em muitos países de língua espanhola, as pessoas usam dois sobrenomes (que, em alguns casos, são compostos de duas ou mais palavras) e geralmente tem um ou até mais nomes do meio e alguns casos, como o de Juan Nepomuceno Carlos Pérez-Rulfo Vizcaíno ou María del Rosario Mercedes Laura Jennifer Pilar Martinez Molina Baeza, são bem grandes. Quintero González é o sobrenome de Panchito; de acordo com a nomenclatura espanhola, Quintero seria o sobrenome de seu pai e González de sua mãe.

Como não há referência ao seu sobrenome "Pistoles", algumas pessoas assumem que é outro apelido. A palavra "pistolas" não existe em espanhol. Provavelmente, o "e" in Pistolas foi uma adaptação fonética para facilitar a pronúncia para não-falantes de espanhol nos Estados Unidos. Seu sobrenome é provavelmente Pistolas, porque ele é visto com duas pistolas em algumas cenas de The Three Caballeros.

## Señor Martinez
Señor Martinez é o cavalo antropomórfico de Panchito Pistoles. O Señor Martinezz apareceu pela primeira vez em uma tira de jornal de 1944, escrita por Bill Walsh e desenhada por Paul Murry. Recentemente, o cavalo fez aparições em "O Retorno Dos Três Cavaleiros" e "Sete Cavaleiros (Menos Quatro) E Um Destino", ambas histórias escritas e desenhadas por Don Rosa. No entanto, Don Rosa escolheu desenhar Señor Martinez como um cavalo "realista", em vez de ficar com sua aparência original mais caricatural.

## Outras mídias

### Televisão
Em 2001, Panchito aparece ao lado do Pato Donald e do Zé Carioca nos episódios "The Three Caballeros" e "Not So Goofy"da série House of Mouse, o trio também faz uma aparição no episódio ¡Feliz Cumpleaños! da série Mickey Mouse, em junho de 2018, a Disney lança a série animada Legend of The Three Caballeros para o aplicativo de vídeo sob demanda Disneylife, a série foi inicialmente disponibilizada apenas nas Filipinas, em novembro do ano, Panchito e Zé Carioca aparecem no reboot de DuckTales.

### Histórias em quadrinhos
Nos Estados Unidos, foram criadas histórias em quadrinhos para divulgar o personagem, sua primeira aparição em uma revista em quadrinhos foi em agosto 1943, no conto ilustrado La Piñata, ilustrado por Sylvia Holland publicado em Walt Disney's Comics and Stories 35, longo em seguida, apareceu em uma história em quadrinhos ao lado de Clara de Ovos, escrita por e ilustrada por Ken Hultgren, publicada pela Dell Comics em Walt Disney's Comics and Stories #38 (novembro de 1943). Em Walt Disney's Comics and Stories 50 (novembro de 1944), foi publicada uma sequência do filme The Three Caballeros, escrita por Chase Craig e ilustrada por Carl Buettner, em Four Color 71 da Dell Comics (1945), foi publicada uma adaptação do filme Three Caballeros com roteiro e desenhos de Walt Kelly. Também teve algumas histórias em formato de tiras dominicais na página semanal Silly Symphony entre 1944 e 1945, escritas por Bill Walsh, desenhadas por Paul Murry com arte-final de Dick Moores, primeiro como coadjuvante da tira do Zé Carioca.
Apareceu como personagem coadjuvante com frequência nas revistas do Zé Carioca no Brasil, porém é mais recorrente em histórias produzidas na Holanda, onde também há uma produção local do Zé Carioca. Romântico e exibido, só quer saber de atirar, muitas vezes, quer saber de arrumar uma nova namorada, mas, todos os gibis publicados, ele quer arrumar uma namorada e sempre se dá mal. O personagem também foi usado com Zé Carioca em histórias do Pato Donald produzidas por Don Rosa.